# Brand New Life
Brand New Life ist ein Jazzalbum von Brandee Younger. Die um 2022 in den MakayaMusic Studios in Chicago entstandenen Aufnahmen erschienen am 7. April 2023 auf Impulse! Records.

## Hintergrund
Das Album der Harfenistin Brandee Younger zollt Dorothy Ashby, einer der Pionierinnen des Instruments im Jazz, wie schon mehrfach in der Vergangenheit, ausdrücklich Tribut. Fünf der Stücke wurden von Ashby geschrieben, mit einigen zusätzlichen Texten/Arrangements von Younger selbst. Aufgenommen wurde das Album in wechselnden Besetzungen mit DeSean Jones an der Flöte, Joel Ross am Vibraphon, Rashaan Carter bzw. Junius Paul am Bass und Makaya McCraven am Schlagzeug, der es auch produzierte.

## Titelliste
- Brandee Younger – Brand New Life (Impulse! – 00602455121165)[1]

1. You’re a Girl for One Man Only (Dorothy Ashby, Brandee Younger) 3:58
2. Brand New Life (Brandee Younger, Maimouna Youssef) 4:32
3. Come Live With Me (Interlude) (Michael Joseph Caranda, Russ Carlyle, Ivan J. Washabaugh) 2:22
4. Livin’ and Lovin’ in My Own Way (Dorothy Ashby, Brandee Younger) 4:58
5. Running Game (Intro) (Dorothy Ashby, Brandee Younger) 1:07
6. Running Game (Dorothy Ashby, Brandee Younger) 4:39
7. Moving Target (Brandee Younger) 4:21
8. Dust (Dorothy Ashby) 4:36
9. The Windmills of Your Mind (Alan Bergman, Marilyn Bergman, Michel Legrand) 2:56
10. If It's Magic (Stevie Wonder) 3:29

## Rezeption

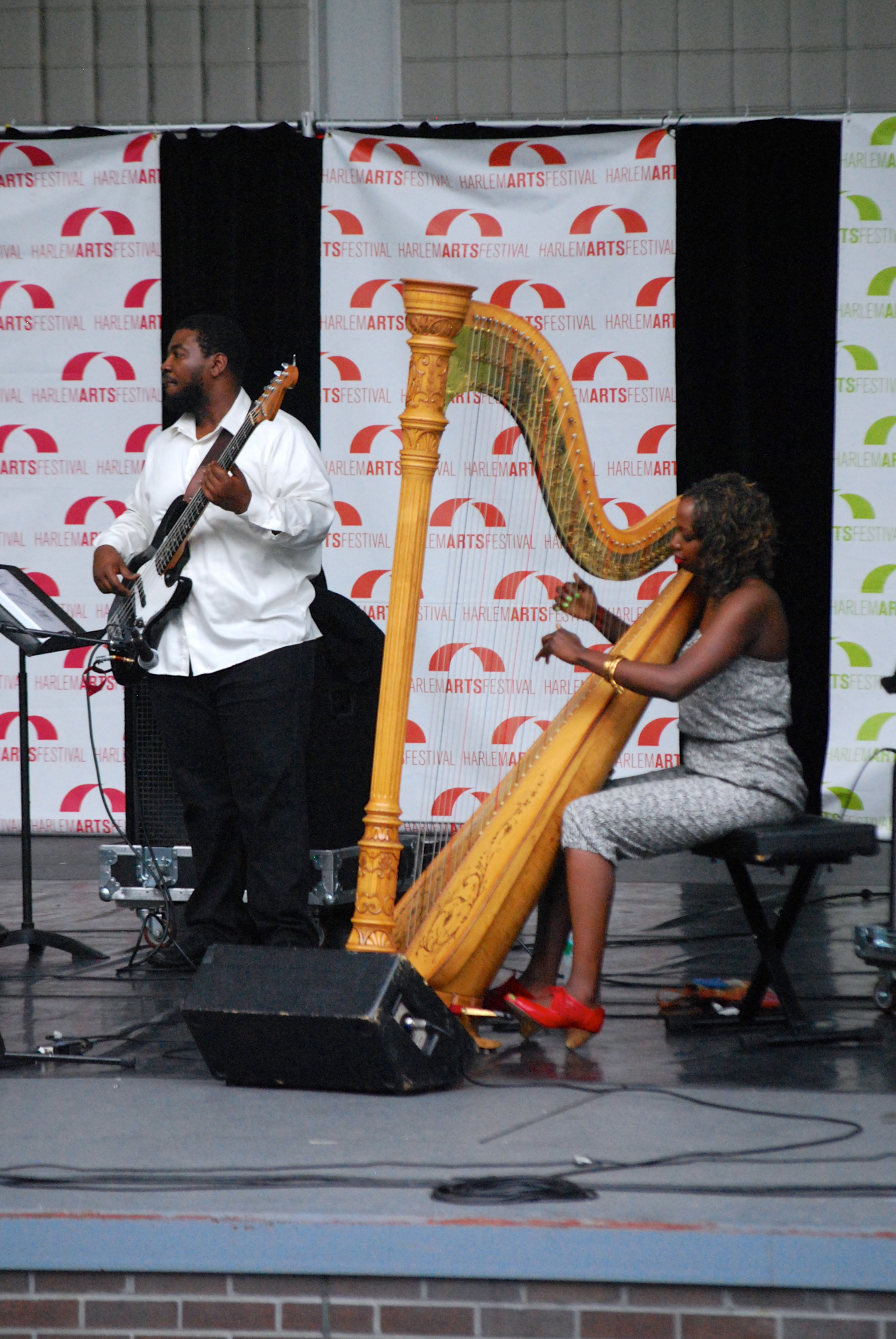
Brandee Younger (rechts, mit Dezron Douglas) auf dem Harlem Arts Festival 2013

Die Jazzharfe sei ein einzigartiges Instrument, das auf Brandee Youngers siebtem Album immer berauschendere Texturen annehme, lobte Matt Collar, der dem Album in Allmusic viereinhalb Sterne verlieh. Younger sei eine auffallend begabte Interpretin, die mit einer knackigen Technik gesegnet sei, die von spiralförmigen, melodischen Linien und großartigen harmonischen, mehrstimmigen Wellen gekennzeichnet sei. Auch wenn anspruchsvoller Post-Bop-Jazz im Mittelpunkt ihres Stils stehe, würde sie gleichermaßen aus Klassik, Funk und R&B schöpfen. In erster Linie erinnere sie an die Arbeit von Ashby, dessen bahnbrechende Alben wie Afro-Harping aus dem Jahr 1968 als Modell für Youngers eigenen genreübergreifenden Sound diene. Hier zeige sie ihren lebendigen Harfensound und stelle ihren glasigen, jenseitigen Ton neben huschende Drum-Grooves, samtigen Bass, Streicher, Marimba und gelegentlich Flöte.
Einer der Gründe, warum es nur sehr wenige, glaubwürdige Jazzharfenist/-innen gibt, sei die Tatsache, dass die Harfe kein Instrument ist, das sich leicht dem freien Spiel und schnellen Improvisationen hingebe, schrieb Olaf Maikopf in Jazz thing. Dies sei Dorothy Ashby gelungen, was ihr einzigartig starker und innovativer Einfluss zeige. Damit habe sich Brandee Younger auf „Brand New Life“ auseinandergesetzt, indem sie fünf Stücke Ashbys interpretierte, darunter das grandiose „Dust“ von Ashbys Cadet-Album The Rubaiyat, hier mit Meshell Ndegeocello als Sängerin. Natürlich sei diese Hommage kein Spiegelbild der Originale, vielmehr bringe Younger frisches Leben in Ashbys Werk, integriere nahtlos zeitgenössische Genres und füge neue Erkundungen von Harmonie, Rhythmus und Melodie ein. Auf diese Weise zeige Younger, dass sie glaubwürdig aktuellen Jazz auf der Harfe spiele und gleichzeitig zeige, wie wunderbar dieses sperrige Instrument swingen könne.

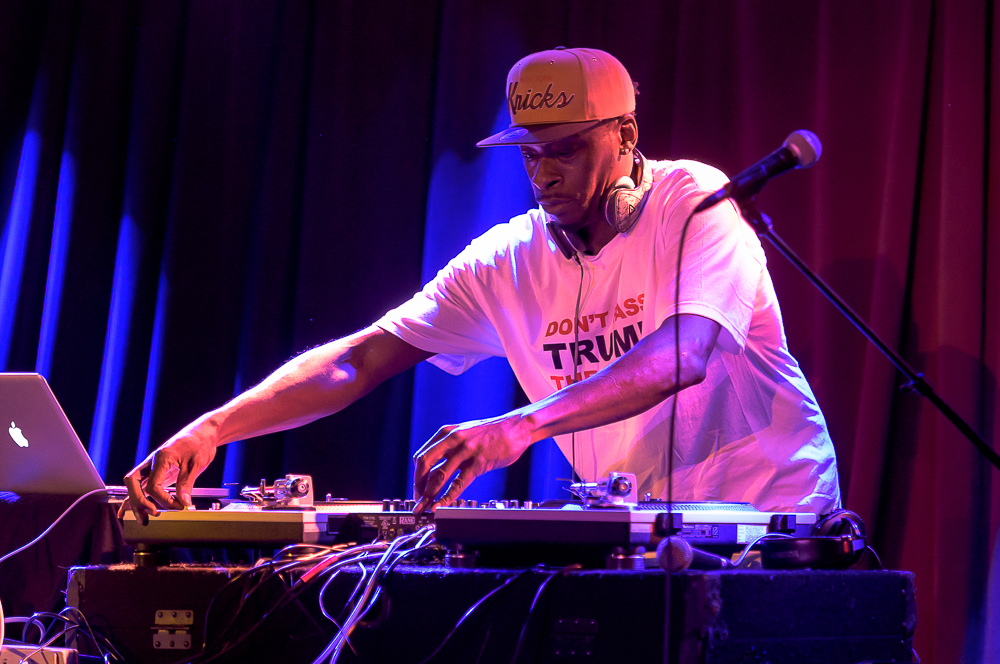
Pete Rock als DJ mit Rahzel and Friends beim Brooklyn Bowl 2016

Die Platte habe die Art von üppigem Groove, auf den sich Dorothy Ashby in den 1960er-Jahren spezialisiert hat, schrieb Phil Freeman (Ugly Beauty/Stereogum). Doch „Livin’ and Lovin’ in My Own Way“ sei etwas anderes, eine Linkskurve in der Mitte des Albums. Wie der Rest des Albums sei es mit ihrer Band eingespielt, doch es gebe einen Gastauftritt – der Beat-Programmierung, Scratching und zusätzliche Produktion bietet – der Hip-Hop-Legende Pete Rock. Es sei eine schöne Kombination, die die Tage des jazzigen Hip-Hop zurückbringt (als Younger ungefähr zehn Jahre alt war). Ihr Harfenspiel und Ross’ Vibraphon würden ätherisch über dem fetten Beat und den Vocal-Samples schweben.
Das Ergebnis ist eine Platte, die wie erwachsener zeitgenössischer Hip-Hop klinge (auf eine gute Art und Weise!), schrieb Matthew Ismael Ruiz in Pitchfork Media, es sei Musik, die von der Freude am Entdecken und der gemeinsamen Liebe eines Künstlers angetrieben werde, dessen Arbeit über Generationen hinweg im Gespräch geblieben ist. Viele Post-Bop-Jazz-Platten würden sich von Standards inspirieren lassen, aber nur wenige hauchen ihrem Erbe ein solches Leben ein. Die faszinierendsten Momente auf Brand New Life lägen im generationenübergreifenden Dialog zwischen Ashbys Musik, Hip-Hop und zeitgenössischem Jazz.